# Cymatosyrinx bartschi
Cymatosyrinx bartschi är en snäckart som beskrevs av Haas 1941. Cymatosyrinx bartschi ingår i släktet Cymatosyrinx och familjen Drilliidae. Inga underarter finns listade i Catalogue of Life.